# 諭旨解雇
諭旨解雇（ゆしかいこ）は、日本において行われる労働契約の解除（退職）の一類型として行われる慣習である。また、諭旨免職（公務員の場合）、諭旨退職などとも称する。

## 概要
諭旨解雇は、労働者が解雇に相当する重大な規則違反を犯した場合、懲戒解雇よりも温情的な措置として行われる退職手続きであるが、適用される要件、手続き内容などは企業において全く異なる。懲戒解雇に相当する理由がありながらも会社の温情的な措置で処分をゆるやかにした解雇を指す。日本においては、労働関係においても賞罰歴に残る懲戒よりも恥の意識が重んじられたため、企業が規則違反を行った労働者を一方的に罰するのではなくまず説諭し、説諭を受けて恥じ入った労働者が自らの意思で自裁するという流れを疑似的に制度化したものである。
就業規則上の制裁規定に明記されている場合も多いが、もともと慣習としての用語であるため、就業規則に記載がなくても使用されることもある。
適用される要件としては、「労働者が規則違反について反省の意を示し、退職を甘受する意向を示している。」「規則違反の内容が、解雇相当となる事由の中では軽微なものに属する。」といった場合が主である。就業規則に適用要件が定められている場合もあるが、パターナリズムに基づく慣習であるため、個々の事例に応じて恣意的な温情措置として決定される場合も少なくない。
たとえば、京阪バスでの地位確認等請求事件（通称「京阪バス諭旨解雇事件」。京都地裁平成21年(ワ)第3362号）に係る事案の経緯などは、諭旨解雇の最も典型的な適用を示している。企業が労働者を罰する際に、まず「本来であれば懲戒解雇とするのが当然だが、今後の生活等を考慮して罪一等を減じる」などと父権的な温情であることを強調して諭旨解雇を通知し、労働者自らが自己都合退職を行うように促す。労働者がこれに従わない場合に初めて懲戒解雇を行うといった流れである。
手続きは、普通解雇として行われることもあるが、「反省した労働者が自ら退職を願い出た」として自己都合退職の形式を取ることも少なくない。一般に諭旨解雇は、会社側と労働者の合意に基づきあいまいな手続きのもとに行われ、表面上は会社側が解雇処分をしたものとして内外に発表されても、雇用保険被保険者離職票などには自己都合退職と記載されていることもしばしばである。
労働者の処遇としては、退職金が支給されるなど、懲戒解雇より多少労働者に有利な条件になることがある。なお、退職金は通常支給される金額より少ないケースもある。また、労働者にとっては、将来の就業活動の際に賞罰欄に記載すべき事柄である懲戒解雇の措置を避けられるという利点も存在する。